# Kazungula (Zimbabwe)
Kazungula - małe nadgraniczne osiedle w północnym Matabelelandzie, w Zimbabwe. Znajduje się na granicy z Botswaną. 
Bezpośrednio na zachód położone jest zambijskie nadgraniczne miasteczko Kazungula, gdzie znajduje się samochodowy most zwodzony przez rzekę Zambezię pomiędzy Zambią a Botswaną.